# Mimoclystia explanata
Mimoclystia explanata es una especie de polilla de la familia Geometridae, descrita por primera vez por el entomólogo francés Francis Walker en 1862, con distribución en Sudáfrica.

## Descripción
Ampliamente triangular en reposo, las alas delanteras se dividen en bandas anchas, intercalando entre oscuras y claras, con tonos variables que van del gris al marrón rojizo. Las alas traseras son similares, pero más tenues. La oruga es redondeada, con abundantes manchas negras y marrones. Las orugas son polífagas en plantas subterráneas. Es una especie multivoltina. Los adultos vuelan durante todo el año. Prefiere una variedad de hábitats relativamente húmedos.